# Episodi di Cavalcade of America (quarta stagione)
La quarta stagione della serie televisiva Cavalcade of America è stata trasmessa in anteprima negli Stati Uniti d'America dalla ABC tra il 13 settembre 1955 e il 5 giugno 1956.
| nº | Titolo originale              | Titolo italiano | Prima TV USA      | Prima TV Italia |
| -- | ----------------------------- | --------------- | ----------------- | --------------- |
| 1  | A Time for Courage            |                 | 13 settembre 1955 |                 |
| 2  | The Texas Rangers             |                 | 27 settembre 1955 |                 |
| 3  | Toward Tomorrow               |                 | 4 ottobre 1955    |                 |
| 4  | Disaster Patrol               |                 | 18 ottobre 1955   |                 |
| 5  | The Swamp Fox                 |                 | 25 ottobre 1955   |                 |
| 6  | A Chain of Hearts             |                 | 1º novembre 1955  |                 |
| 7  | One Day at a Time             |                 | 15 novembre 1955  |                 |
| 8  | Crisis in Paris               |                 | 29 novembre 1955  |                 |
| 9  | Doctor on Wheels              |                 | 13 dicembre 1955  |                 |
| 10 | Barbed Wire Christmas         |                 | 20 dicembre 1955  |                 |
| 11 | Postmark: Danger              |                 | 27 dicembre 1955  |                 |
| 12 | The Boy Who Walked to America |                 | 3 gennaio 1956    |                 |
| 13 | The Prison Within             |                 | 17 gennaio 1956   |                 |
| 14 | Star and Shield               |                 | 24 gennaio 1956   |                 |
| 15 | The Secret Life of Joe Swedie |                 | 7 febbraio 1956   |                 |
| 16 | Call Home the Heart           |                 | 21 febbraio 1956  |                 |
| 17 | The Listening Hand            |                 | 6 marzo 1956      |                 |
| 18 | A Life to Live By             |                 | 20 marzo 1956     |                 |
| 19 | The Doll Who Found a Mother   |                 | 3 aprile 1956     |                 |
| 20 | The Jackie Jensen Story       |                 | 17 aprile 1956    |                 |
| 21 | Diplomatic Outpost            |                 | 1º maggio 1956    |                 |
| 22 | Danger at Clover Ridge        |                 | 8 maggio 1956     |                 |
| 23 | Who Is Byington?              |                 | 22 maggio 1956    |                 |
| 24 | The Boy Nobody Wanted         |                 | 29 maggio 1956    |                 |
| 25 | The Major of St. Lo           |                 | 5 giugno 1956     |                 |